# Talarso, der Mann mit den grünen Augen
Talarso, der Mann mit den grünen Augen ist ein knapp einstündiger, deutscher Sensations-Stummfilm aus dem Jahre 1916 von Danny Kaden mit Heinrich Peer in der Haupt- bzw. Titelrolle. 

## Handlung
Der Millionär Mr. Brown gibt eine Abendgesellschaft, auf dem auch ein gewisser Talarso eingeladen ist, ein sehr interessanter Mann. Der behauptet nämlich, bei Berührung einer Person dessen Gedanken lesen zu können. Und nicht nur dass: Talarso kann sogar genau diese Gedanken zur Realität werden lassen! Browns Gäste sind natürlich wahnsinnig interessiert daran, dass Talarso eine Kostprobe seines Könnens gibt. Die gleichfalls anwesende Mrs. Ellinor Smiton stellt sich gern zur Verfügung. Talarso berührt ihre Hand und errät sofort ihre Gedanken. Dann realisiert er ihren Gedankenwunsch und führt ein Droschkenpferd in den Salon. Die Anwesenden sind ebenso erstaunt wie begeistert. Während Brown anschließend seine Gäste in seinem Haus herumführt, schließen Smiton und sein Freund Lirson unbemerkt von den anderen eine Wette ab. Als sich die Party dem Ende zuneigt, lädt Talarso einige Herrschaften, darunter auch Smiton nebst Gattin ein, den Abend bei sich daheim ausklingen zu lassen.
Am nächsten Morgen kontaktiert Brown Talarso und verkündet in heller Aufregung, dass das Prachtstück seiner Diamantensammlung, die er gestern Abend noch voller Stolz seinen Gästen präsentiert hatte, verschwunden sei. Talarso verspricht, sich des Falles anzunehmen. Die erste Erfolg versprechende Spur ist ein Fingerabdruck, den Talarso ausmacht. Als Talarso von Mrs. Smiton eine Einladung zu einem Tässchen Tee für den kommenden Abend erhält, sagt der Gedankenleser gern ja, denn er hat Smiton in Verdacht, etwas mit dem Diamantendiebstahl zu tun zu haben. Kaum angekommen, imprägniert Talarso ein kleines Tischchen, dass Ellinor für ihre spiritistischen Sitzungen benutzt, mit einer hauchdünnen Wachsschicht, um auf diese Weise an die Fingerabdrücke ihres Gatten zu kommen. Und tatsächlich: Beide Fingerabdrücke sind identisch! Talarso konfrontiert den Langfinger mit seiner Erkenntnis, worauf dieser so tut, als würde er aus dem Fenster springen und fliehen. In Wahrheit versteckt er sich hinter einem Kasten. Doch Talarso fällt auf die Finte herein und springt dem angeblich Entflohenen hinterher.
Offensichtlich weiß Ellinor, wohin ihr Gatte geflohen sein könnte und verfasst einen Brief, dem sie ihrem Stubenmädchen zwecks Zustellung übergibt. Der zurückgekehrte Talarso berührt das Stubenmädchen und entfährt so die Adresse von Franks angeblichem Aufenthaltsort. Daraufhin informiert Talarso die Polizei. Ellinor verweigert gegenüber Talarso eine Kooperation, woraufhin er erneut mittels Handauflegung herausbekommt, wohin Frank nun wirklich geflohen ist: Ausgerechnet in das Haus von Talarso! Der Gedankenleser eilt dorthin und findet den gestohlenen Diamanten in der Trinkschale seines Papageis. Die Polizei verbringt nun das Ehepaar Smiton zum Haus von Mr. Brown, wo sich alles aufklärt: Die Wette Smitons mit Lirson betraf Talarso und den Diamantendiebstahl: Beide Männer wetteten nämlich, dass es Talarso unmöglich sei, das entwendete Juwel innerhalb von 24 Stunden wieder zu finden. Lirson hatte dies nämlich bezweifelt. Nachdem Smiton die schriftlich festgehaltene Wette der Polizei vorlegt, wird er aus dem Polizeigewahrsam wieder entlassen. Am knisternden Kaminfeuer erzählt Smiton abschließend, wie er den Diamanten gestohlen und diesen bei Talarso versteckt hatte und bekundet seine Anerkennung gegenüber Talarsos Können.

## Produktionsnotizen
Talarso, der Mann mit den grünen Augen entstand zum Jahresbeginn 1916, passierte die Filmzensur im April desselben Jahres und wurde im darauf folgenden Monat uraufgeführt. Der mit Jugendverbot belegte Dreiakter besaß eine Länge von etwa 1180 Meter. 

## Kritiken
Die Kinematographische Rundschau schrieb: „Ein hervorragend guter Film, der ein besonders interessantes Thema zum Vorwurf hat. (…) Regie und Photographie dieses Prachtfilms sind einfach einzig. Stark ins Auge fallend ist der kolossale Fortschritt, den man in Betreff der technischen Mittel zur Herstellung wahrhaft vornehmer Interieurs gemacht hat“.
Paimann’s Filmlisten resümierte: „Stoff gut. Spiel, Photos und Szenerie sehr gut.“
Die Villacher Zeitung verortete hier ein „ungemein spannendes und sehr interessantes Spiel“ und schrieb: „Der hervorragende Künstler Heinrich Peer hat in dieser Handlung, die meisterhaft inszeniert und fesselnd geschrieben ist, die Hauptrolle inne“.